# Marek Říčan
Marek Říčan (* 29. března 1972) je český evangelický teolog, duchovní, publicista a překladatel. Je činný v duchovenské službě Slezské církeve evangelické a. v.
Studoval evangelickou teologii v Bratislavě, Varšavě a Dubuque (Iowa, USA). Disertační práci na téma Otázka spasení nekřesťanů obhájil v roce 2010 na Evangelické teologické fakultě Univerzity Karlovy v Praze. V roce 1995 byl ordinován do duchovenské služby Slezské církve evangelické a. v. Působil ve sborech v Gutech, Třinci, Albrechticích, Bystřici a Hrádku. Od roku 2002 je teologickým referentem na ústředí církve v Českém Těšíně. Do roku 2008 vyučoval jako externista na oddělení křesťanské výchovy Pedagogické fakulty Ostravské univerzity.
Je ženatý.

## Publikační činnost (výběr)
- C. F. W. Walther. Obhájce luterství. Praha, Lutherova společnost, 2022.